# کارل هوتس
کارل هوتز (انگلیسی: Karl Hotz; ۲۹ آوریل ۱۸۷۷ – ۲۰ اکتبر ۱۹۴۱) پرسنل نظامی، و مهندس اهل رایش آلمان بود.